# Villem Grünthal-Ridala

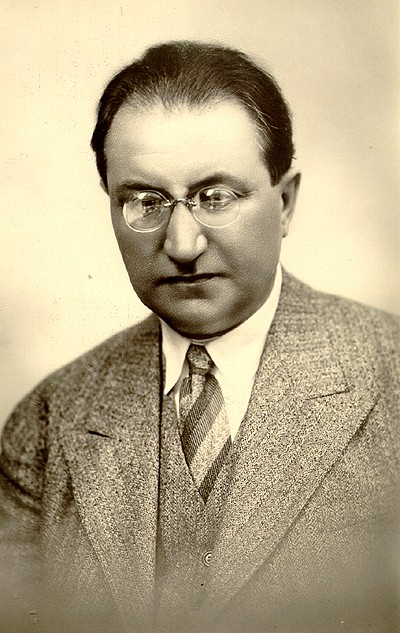
Villem Grünthal-Ridala.

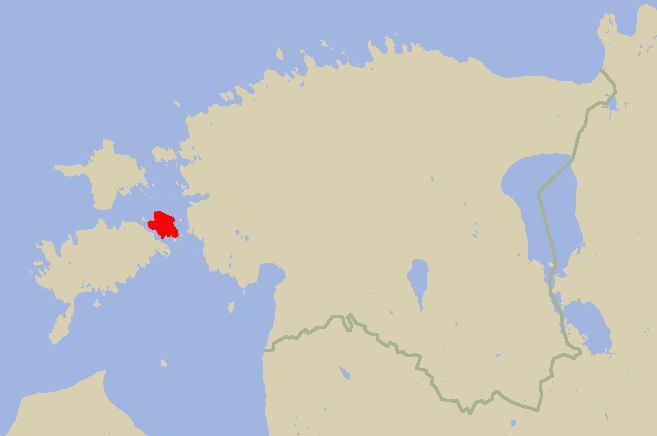
Moon (markerat i rött på en karta över Estland), ön Villem Grünthal-Ridala föddes på och ett återkommande tema i hans poesi

Villem Grünthal-Ridala, född Grünthal-Wilhelm 30 maj 1885 i Kuivastu på ön Moon (estniska: Muhu) i Estland och död 16 januari 1942 i Helsingfors, var en estnisk poet, översättare, språkvetare och folklorist.

## Biografi
Villem Grünthal-Ridala föddes på den estniska ön Moon och var son till en värdshusvärd. Han gick först i församlingens skola i Hellamaa (Pühalepa) och senare i privatskola samt studerade vid högskolan i Kuressaare. Från 1905 studerade han finsk litteratur vid Helsingfors universitet. 1911 erhöll han doktorsgrad.
Från 1910 till 1919 var Villem Grünthal-Ridala professor vid universitetet i Tartu i Estland. Från 1910 till 1914 var han redaktör för tidskriften Eesti Kirjandus ("Estnisk litteratur") och från 1914 till 1916 också för tidningen Üliõpilaste lehti.
Från 1923 till sin död var Grünthal-Ridala professor i det estniska språket och i estnisk litteratur vid Helsingfors universitet.

## Verk
Villem Grünthal-Ridalas dikter, särskilt hans epos "Toomas ja Mai" (1924) och samlingen "Sinine kari" (1930) hade stort inflytande på sin tids estniska poesi. Hans dikter är impressionistiska, och livet på hemön Moon och havet är de främsta motiven. Grünthal-Ridala tillhörde Noor-Eesti, ett sällskap av unga estniska författare och konstnärer med modernistisk inriktning och ambitionen att föra europeisk och estnisk kultur närmare varandra, grundat 1905.

## Dikter (urval)
- Villem Grünthali laulud (1908)
- Kauged rannad (1914)
- Ungru krahv ehk Näckmansgrund  (1915)
- Merineitsit (1918)
- Saarnak (1918)
- Toomas ja Mai (1924)
- Tuules ja tormis (1927)
- Sinine kari (1930)
- "Meretäht" (1935)
- Laulud ja kauged rannad (1938)
- Väike luuleraamat (1969)
- Valitud värsid (1986)
- Püha Rist (2005)